# James Breathitt
James Breathitt Jr. (* 14. Dezember 1890 in Hopkinsville, Kentucky; † 29. Oktober 1934 ebenda) war ein US-amerikanischer Politiker. Zwischen 1927 und 1931 war er Vizegouverneur des Bundesstaates Kentucky.

## Werdegang
James Breathitt besuchte die öffentlichen Schulen seiner Heimat und danach das Centre College in Danville. Nach einem anschließenden Jurastudium und seiner Zulassung als Rechtsanwalt begann er in diesem Beruf zu arbeiten. Während des Ersten Weltkrieges war er in einem Ausbildungslager der Fliegerstaffel der US Navy in Boston. Politisch schloss er sich der Demokratischen Partei an. Auf Staatsebene gelangte er innerhalb dieser Partei zu großem Einfluss. Er gehörte zwischenzeitlich dem Senat von Kentucky an und nahm 1928 als Delegierter an der Democratic National Convention in Houston teil.
1927 wurde Breathitt zum Vizegouverneur von Kentucky gewählt. Dieses Amt bekleidete er zwischen 1927 und 1931. Dabei war er Stellvertreter des republikanischen Gouverneurs Flem D. Sampson  und Vorsitzender des Staatssenats. Er starb am 29. Oktober 1934 in seiner Heimatstadt Hopkinsville an einer Lungenentzündung, die er sich auf der Beerdigung des früheren Gouverneurs J. C. W. Beckham zugezogen hatte.
James Breathitt war der Onkel des späteren Gouverneurs Edward T. Breathitt (1924–2003). Er war auch ein Urgroßneffe von John Breathitt (1786–1834), der unter anderem Gouverneur und Vizegouverneur von Kentucky war.